# 이납
이납(李納, 758년 ~ 792년)은 고구려 유민 출신의 제나라의 2대 국왕이다. 제나라의 1대 국왕 이정기의 아들이다.
782년 이납이 제나라왕(濟王)을 칭하고, 당나라에 대한 강경책으로 변주를 공격하여, 강회의 조운을 차단하였다. 그는 자체 통치 기반을 확고히 닦고 당나라 공격에 대비하였으며, 발해, 신라와 주로 교역하였다. 이를 바탕으로 당나라의 야욕을 막아냈으며, 사실상의 독립국의 형태로 자리매김 하였다. 당 조정은 이납에게 검교공부상서ㆍ문동중서문하건장사ㆍ룽서군왕(隴西郡王)이란 작호를 주었다. 792년 5월에 사망하였는데, 이후 아들 이사고(李師古)가 절도사가 되었다.
| 전 대 이정기 | 제2대 제나라 국왕 781년 - 792년 | 후 대 이사고 |